# NGC 2645
NGC 2645 је расејано звездано јато у сазвежђу Једра које се налази на NGC листи објеката дубоког неба.
Деклинација објекта је - 46° 13' 38" а ректасцензија 8h 39m 3,1s. Привидна величина (магнитуда) објекта NGC 2645 износи 7,0. NGC 2645 је још познат и под ознакама OCL 754, ESO 259-SC14.